# Paramore (album)
Paramore je čtvrté studiové album americké rockové skupiny Paramore. Vyšla 5. dubna 2013 přes Fueled by Ramen. Je to první deska bez bratrů Joshe a Zaca Farrouových, kteří skupinu opustili. Tato deska skupiny je první, jež se dostala na vrchol americké hitparády Billboard 200.

## Seznam písní

#### Běžné vydání alba
1. Fast in Car
2. Now
3. Grow Up
4. Daydreaming
5. Interlude: Moving On
6. Ain't It Fun
7. Part II
8. Last Hope
9. Still into You
10. Anklebiters
11. Interlude: Holiday
12. Proof
13. Hate to See Your Heart Break
14. (One of Those) Crazy Girls
15. Interlude: I'm Not Angry Anymore
16. Be Alone
17. Future

#### Písně z deluxe verze alba
Deluxe verze alba dostupná pouze online.
1. Hate To See Your Heart Break (feat. Joy Williams)
2. Escape Route
3. Native Tongue
4. Tell Me It's Okay - Demo

##### Živé verze písní na deluxe verzi alba
Písně nahrané během koncertu v Red Rocks Amphitheatre, 8. prosince 2014
1. Still Into You
2. Decode
3. The Only Exception
4. Brick By Boring Brick
5. Let The Flames Begin
6. Part II
7. Proof
8. Ain't It Fun